# Joachim Richard Paulli
Joachim (Jochum) Richard Paulli (omkr. 1690 – 31. marts 1759 i København) var en dansk litterat, søn af Holger Paulli.
Paulli var først sekretær i hofretten, senere knyttet til toldetaten, 1733 udnævntes han til brevkammerskriver i Rentekammeret og forblev i denne stilling til sin død. I denne egenskab udarbejdede han registre til danske og norske Lov, til Kirkeritualet og Toldrullen; men erindringen om Paullis navn er dog nu udelukkende knyttet til hans publikation af det korte guldhorn og hans virksomhed som dramatisk skribent for den første danske Skueplads, Teatret i Lille-Grønnegade.
1723 forestillede aktørerne her hans treakts komedie Dend Seendis Blinde; ved juletid samme år blev Julestuen og Masqueraden, også et treakts stykke, indleveret, vistnok skrevet på bestilling, men vraget af skuespillerne. Begge disse komedier er tomme intrigestykker med forklædningsscener og lignende og uden forsøg på karakterskildring, men i betragtning af manglen på forgængere dog ikke så slette, som man har villet gøre dem til.
Der er en vis duft af dagliglivets interiører over dem, som giver dem nogen kulturhistorisk interesse. Særlig af typografiske, men også ud fra litterære motiver kan det fremdeles betragtes som uimodsigeligt, at Paulli endvidere er forfatter til den anonyme 5 akts komedie Niaturen over Optugtelsen (1724).
Paulli havde ret store tanker om sin egen forfattervirksomhed, og 1724 tog han sig for at korrigere Holbergs Politiske Kandestøber. Han ledsagede sit uheldige forsøg med en fortale, i hvilken han på en måde opfordrede Holberg til medarbejderskab. Her kom han imidlertid til den urette: Holberg gav ham et meget afvisende og hånligt svar i Tvende splinder nye Breve, som tiene til Den politiske Kandestøbers Opliushing.
Paulli har endvidere givet en beskrivelse (på tysk og dansk) og tegning af det 1734 fundne guldhorn. Hans største arbejde er Christ-opbyggelig Tids-Fordriv, bestaaende udi allehaande baade verdslige Materier og aandelige Betragtninger, en sladdersalig postil, som det lykkedes den skrivelystne Paulli at få udstrakt til fire dele (1734—36).